# Lac du Principal
Pour les articles homonymes, voir Principal.
Le lac du Principal est un plan d'eau douce tributaire du ruisseau à l'Eau Claire (réservoir Gouin), dans le territoire de la ville de La Tuque, dans la région
administrative de la Mauricie, dans la province de Québec, au Canada.
Ce lac s’étend entièrement dans le canton de Verreau.
La foresterie constitue la principale activité économique du secteur. Les activités récréotouristiques, en second.
Le bassin versant du lac du Principal est desservi du côté Sud par la route forestière 212 reliant le village d’Obedjiwan à la rive Est du réservoir Gouin ; cette route permet l’accès au lac Toussaint (réservoir Gouin) et aux diverses baies de la rive Nord-Est du réservoir Gouin. Quelques routes forestières secondaires ont été aménagées sur la rive Nord du réservoir Gouin pour la coupe forestière et les activités récréatives.
La surface du lac du Principal est habituellement gelée de la mi-novembre à la fin avril, toutefois la circulation sécuritaire sur la glace se fait généralement du début décembre à la fin de mars. La gestion des eaux au barrage Gouin peut entrainer des variations significatives du niveau de l’eau particulièrement en fin de l’hiver où l’eau est abaissée en prévision de la fonte printanière.

## Géographie
Les principaux bassins versants voisins du lac du Principal sont :
- côté nord : ruisseau à l'Eau Claire (réservoir Gouin), lac Pfister, lac Nelson, ruisseau Eastman, lac Dubois (ruisseau Verreau), lac Ventadour (rivière Ventadour), rivière de la Queue de Castor ;
- côté est : lac Dubois (ruisseau Verreau), ruisseau Townsend, ruisseau Verreau ;
- côté sud : baie Verreau, lac Magnan (réservoir Gouin), lac McSweeney, ruisseau Barras, lac Déziel (réservoir Gouin) ;
- côté ouest : ruisseau à l'Eau Claire (réservoir Gouin), lac Baptiste, rivière Toussaint, rivière Pokotciminikew, rivière Mathieu.

D’une longueur de 7,4 km en forme de V difforme orienté vers le Nord-Est et d’une largeur maximale de 1,6 km, le lac du Principal comporte les principales baies suivantes, toutes dans le canton de Verreau (sens horaire) :
- baie du Centre-Nord (longueur : 1,3 km) s’étirant vers le Nord ;
- baie de l’Est (longueur : 2,1 km) ;
- baie du Sud-Est laquelle est distancée de seulement 0,8 km au Nord du ruisseau Verreau ;
- baie du Nord (longueur : 2,1 km) s’étirant vers le Nord.

L’embouchure du lac du Principal est localisée au fonds d’une baie au Nord du lac, soit à :
- 8,0 km au Nord de l’embouchure du ruisseau à l'Eau Claire (réservoir Gouin) ;
- 11,3 km au Nord-Ouest de l’embouchure de la baie Verreau (confluence avec le lac Magnan (réservoir Gouin)) ;
- 35,3 km au Nord-Est du centre du village de Obedjiwan (aménagé sur une presqu’île de la rive Nord du réservoir Gouin) ;
- 67,3 km au Nord-Ouest du barrage à l’embouchure du réservoir Gouin (confluence avec la rivière Saint-Maurice)[1].

À partir de l’embouchure du lac du Principal, le courant coule sur 91,9 km, notamment selon les segments suivants :
- 1,2 km vers l’Ouest en traversant un petit lac, jusqu’au ruisseau à l'Eau Claire (réservoir Gouin) ;
- 8,5 km vers le Sud jusqu’à la baie Verreau ;
- 5,0 km vers le Sud-Est en traversant la baie Verreau ;
- 77,2 km vers l’Est, puis vers le Sud-Est, en traversant les segments suivants du réservoir Gouin jusqu’au barrage Gouin : le lac Magnan (réservoir Gouin), le lac Brochu (réservoir Gouin) et la baie Kikendatch.

À partir de ce barrage, le courant emprunte la rivière Saint-Maurice jusqu’à Trois-Rivières où il se déverse sur la rive Nord du fleuve Saint-Laurent.

## Toponymie
Le toponyme "lac du Principal " a été officialisé le 27 février 1970 par la Commission de toponymie du Québec, soit à la création de cette commission.